# Drept între popoare

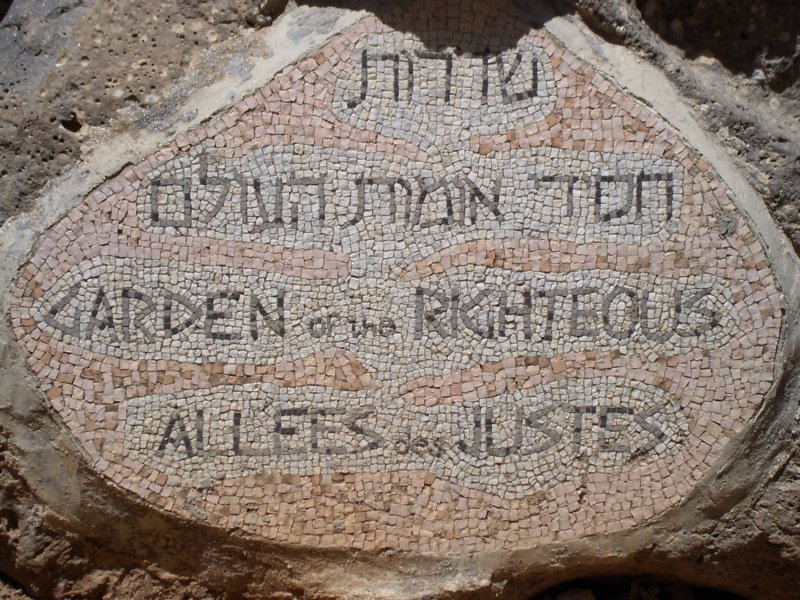
Aleea Celor Drepți, Yad Vashem, Ierusalim

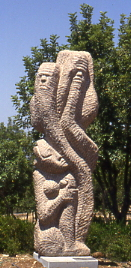
Shelomo Selinger - Monumentul celor Drepți între popoare la Memorialul Yad Vashem, Ierusalim

„Drept între popoare” este un titlu acordat în viață sau post mortem, de statul israelian prin intermediul institutului Yad Vashem, pe baza unei legi speciale a Knesset-ului (parlamentul israelian), martirilor și eroilor ne-evrei care, în vremea Holocaustului, în condiții vitrege, când purificarea etnică, jaful, crima și oportunismul deveniseră politică de stat, considerate naționalism și răsplătite cu medalii și onoruri - și-au riscat viața, familia și averea pentru a-și păstra omenia și iubirea aproapelui, ajutându-i și salvându-i pe evreii prigoniți.

## Selectarea laureaților
Propunerile pentru acordarea acestui omagiu sunt primite din toată lumea și analizate de o comisie condusă de un judecător de la „Înaltul Tribunal de Dreptate” (Înalta Curte de Casație israeliană). Cei recunoscuți ca „Drepți între popoare”, primesc - în afară de titlu - o diplomă și o medalie pe care este încrustat numele laureatului, care se mai înscrie și pe „Zidul de onoare” din „Grădina Drepților între popoare”, lângă muzeul Institutului Yad Vashem din Ierusalim. Acest titlu conferă cetățenia de onoare a Statului Israel (inclusiv cazare, pensie, reduceri de taxe - la primărie, la serviciile medicale, etc., pentru cei care vin să locuiască în Israel). Însemnele distincției sunt conferite laureatului sau urmașilor săi, la Ierusalim, sau la Ambasada Israelului din statul respectiv, într-un cadru festiv, în prezența onor reprezentanți oficiali.
Până la 1 ianuarie 2007, acest titlu a fost decernat unui număr de 21 758 de laureați.
Desigur că au mai fost și alți oameni care ar fi corespuns criteriilor stabilite de comisia de la Yad Vashem de acordare a titlului de „Drept între popoare”. Recunoașterea lor depinde, în bună măsură, de existența mărturiilor pertinente, directe și de perseverența martorilor supraviețuitori de a face demersurile necesare pentru alcătuirea unui dosar convingător. Adesea, cei salvați au murit, sau au fost într-un grad avansat de invaliditate, sau au suferit de sindromul de amnezie post-traumatică (persoane care au suferit mari traume psihice și fizice prelungite în timp intră, ca o reacție de apărare într-o amnezie cronică, totală sau parțială) sau, s-au rezumat la exprimarea recunoștinței față de binefăcători în mod personal și direct, etc.

## Drepți între popoare după etnie și țara de origine la 1 ianuarie 2017

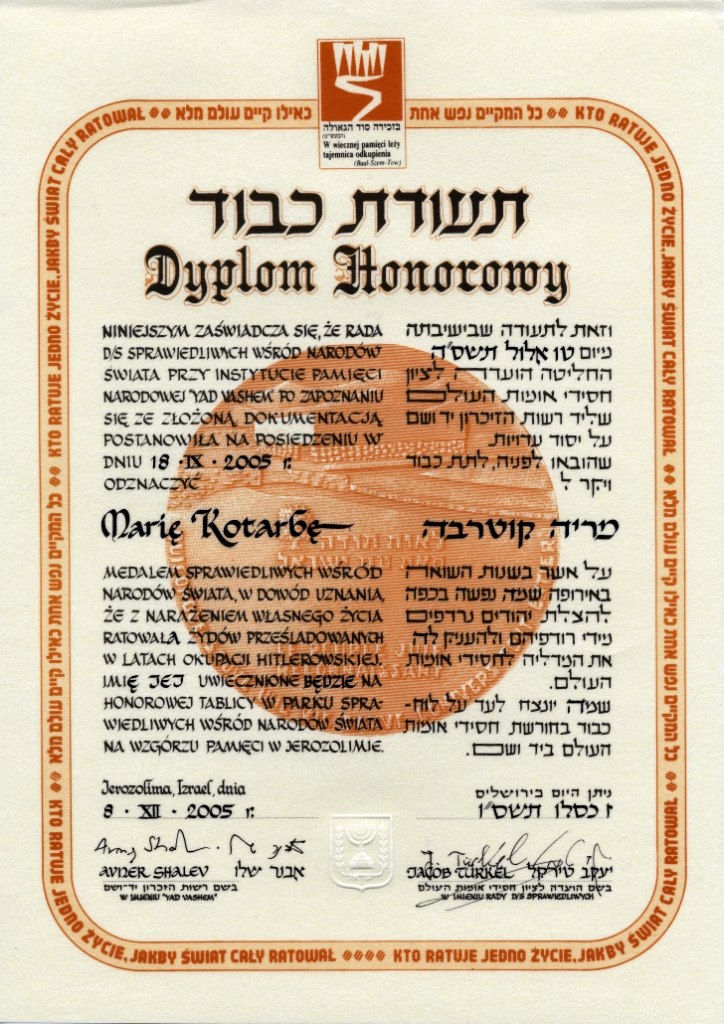
Diploma Drept între popoare acordată D-nei Maria Kotarba, Polonia

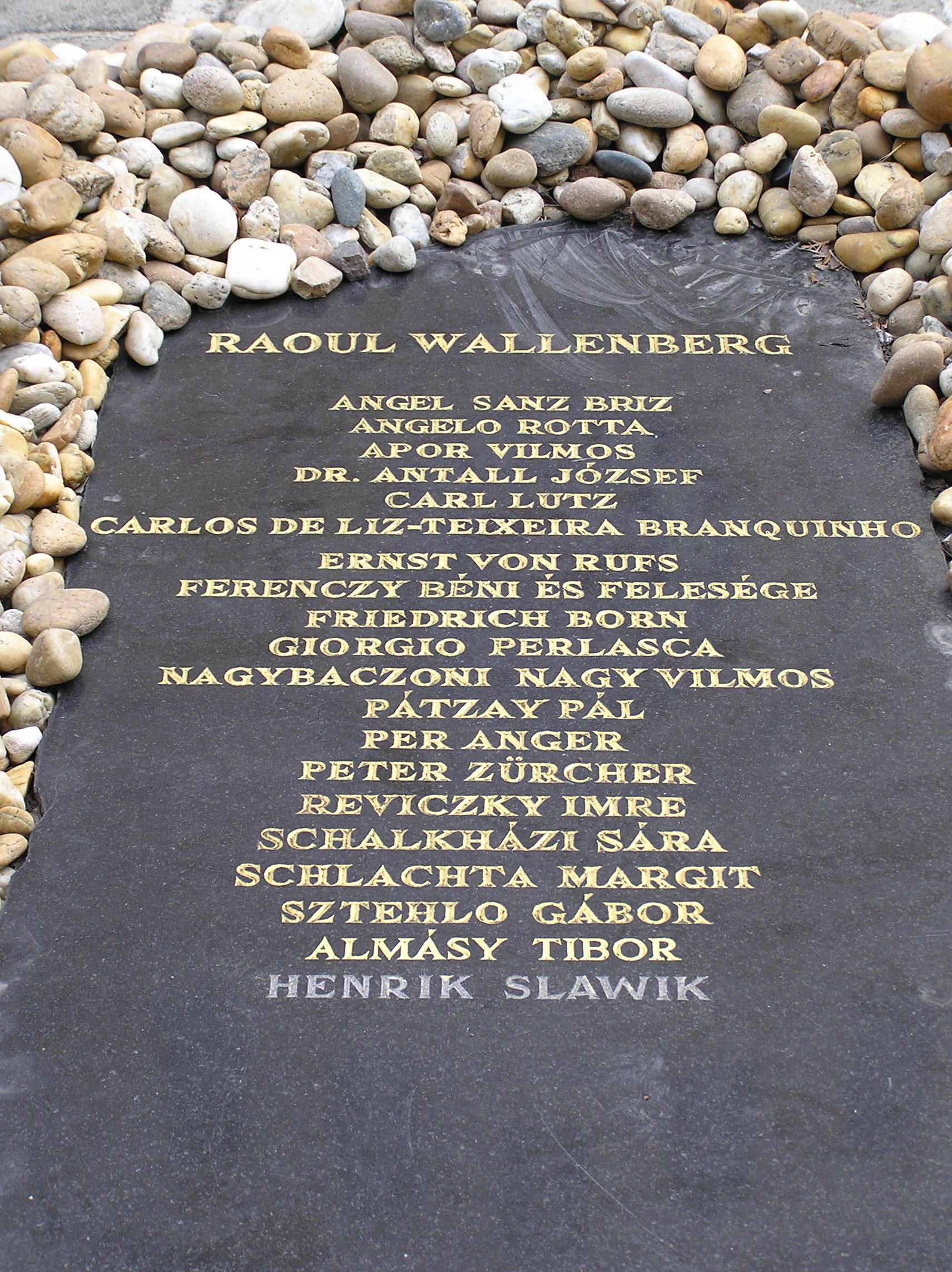
Numele celor Drepți între popoare maghiari și străini care au salvat evrei din Ungaria, încrustate în marmoră în Parcul Wallenberg din Budapesta

La data de 16 iunie 2017 , premiul a fost acordat la 26.513 de persoane.
| Locul | Țara                                                                                         | Numărul de premii |
| ----- | -------------------------------------------------------------------------------------------- | ----------------- |
| 1     | Polonia                                                                                      | 6.863             |
| 2     | Olanda                                                                                       | 5.595             |
| 3     | Franța                                                                                       | 3.995             |
| 4     | Ucraina                                                                                      | 2.573             |
| 5     | Belgia                                                                                       | 1.731             |
| 6     | Lituania                                                                                     | 891               |
| 7     | Ungaria                                                                                      | 844               |
| 8     | Italia                                                                                       | 682               |
| 9     | Belarus                                                                                      | 641               |
| 10    | Germania                                                                                     | 601               |
| 11    | Slovacia                                                                                     | 572               |
| 12    | Grecia                                                                                       | 335               |
| 13    | Rusia                                                                                        | 204               |
| 14    | Serbia                                                                                       | 139               |
| 15    | Letonia                                                                                      | 136               |
| 16    | Republica Cehă                                                                               | 118               |
| 17    | Croația                                                                                      | 117               |
| 18    | Austria                                                                                      | 109               |
| 19    | Moldova                                                                                      | 79                |
| 20    | Albania                                                                                      | 75                |
| 21    | Norvegia                                                                                     | 67                |
| 22    | România                                                                                      | 60                |
| 23    | Elveția                                                                                      | 49                |
| 24    | Bosnia și Herțegovina                                                                        | 47                |
| 25    | Armenia                                                                                      | 24                |
| 26    | Danemarca, Regatul Unit                                                                      | 22                |
| 28    | Bulgaria                                                                                     | 20                |
| 29    | Macedonia de Nord, Suedia                                                                    | 10                |
| 31    | Slovenia                                                                                     | 15                |
| 32    | Spania                                                                                       | 9                 |
| 33    | Statele Unite                                                                                | 5                 |
| 34    | Estonia, Turcia, Portugalia                                                                  | 3                 |
| 37    | Brazilia, Chile, Indonezia, Peru, Republica China                                            | 2                 |
| 41    | Cuba, Ecuador, Egipt, El Salvador, Georgia, Irlanda, Japonia, Luxemburg, Muntenegru, Vietnam | 1                 |

## Lista cetățenilor români distinși cu titlul „Drept între Popoare”
În lista de mai jos, România figurează cu 54 de „Drepți între popoare”, în realitate, aproape 70, considerând titlurile colective, acordate în câteva cazuri, pe familie.

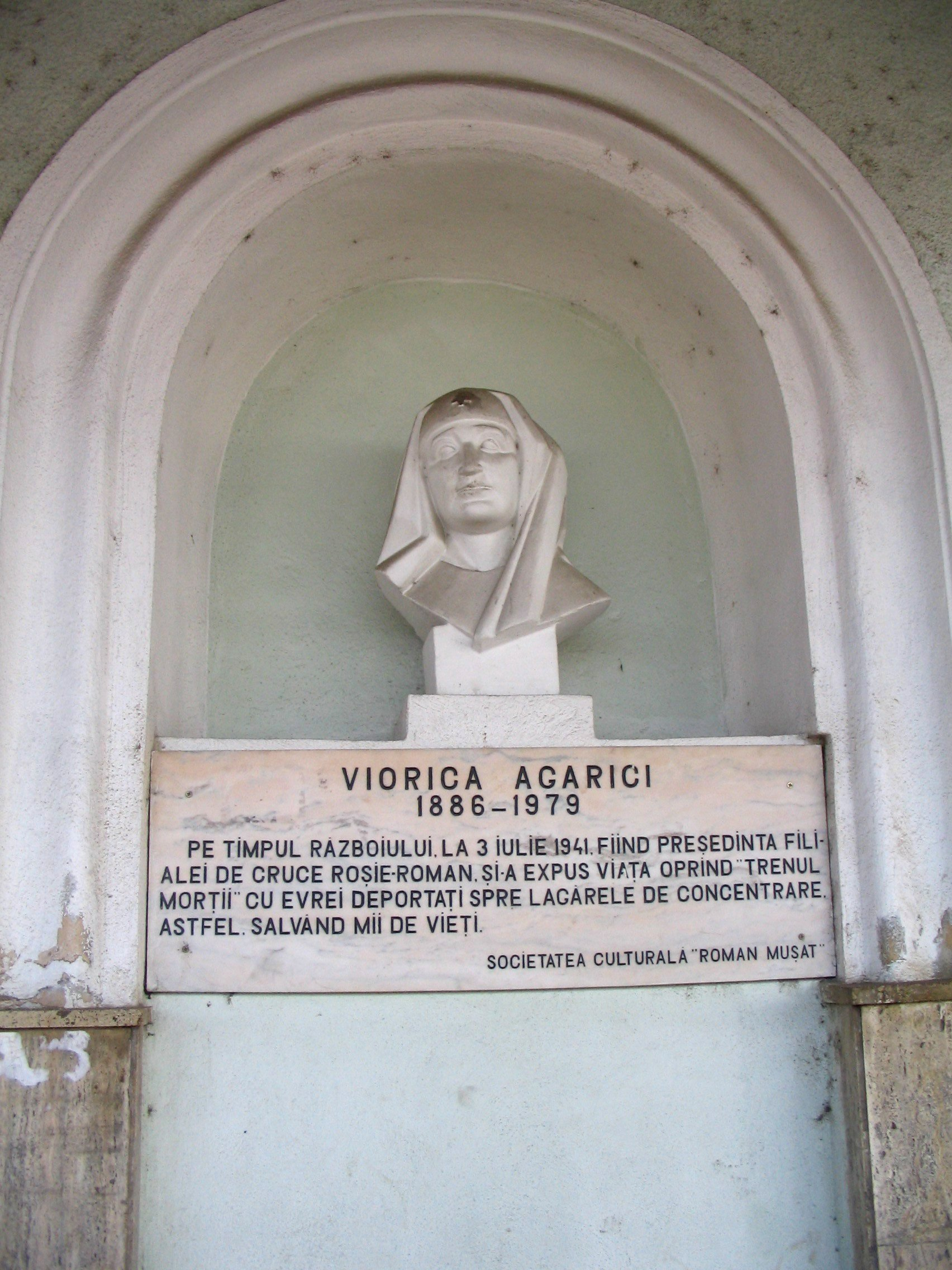
Bustul Vioricăi Agarici din gara Roman

- Viorica Agarici (1886-1979), președinta filialei locale a Crucii Roșii din Roman în timpul celui de-Al Doilea Război Mondial. În noaptea de 2 iulie 1941, în gara din Roman, după ce s-a îngrijit de tratarea militarilor răniți care se întorceau de pe frontul de est, ea a auzit gemetele evreilor din „trenul morții" care transporta supraviețuitorii pogromului de la Iași. Folosind funcția pe care o ocupa, ea a învins opunerea însoțitorilor trenului și a oficialităților locale, obținând permisia să le dea apă și alimente evreilor muribunzi din tren. Dosar 2062.
- Rozalia Antal din Satu Mare, Transilvania de Nord, și-a salvat vecinii, familia de evrei Handler, ascunzându-i în casa sa, în decursul celui de-Al Doilea Război Mondial. Dosar 0593.
- Anuțoiu T. Anghel. Născut în satul Nistorești, Vrancea, a trăit în satul Naruja din județul Vrancea. Între anii 1938-1944, Anghel T. Anuțoiu a fost secretarul și reprezentantul asociației veteranilor de război Marele Voievod Mihai. El a avertizat pe evreii din comunitățile din Bacău, Brașov, Odobești, Piatra-Neamț și Buzău că urmau să fie arestați, așa că au putut fugi la timp și i-a ajutat să găsească adăpost. Dosar 1395.
- Vasile Băiaș, Maria Băiaș. Vasile Băiaș și soția lui, Maria, erau țărani români care trăiau în satul Viile Dejului, cam la 5 km de orașul Dej din Transilvania. În aprilie 1944, când s-a înființat ghetoul din Dej, soții Băiaș le-au adus alimente cunoștințelor lui, familia Steinfeld și i-au ascuns pe băieții familiei la ferma lor. Dosar 615.
- Dumitru Beceanu. Dr. Dumitru Beceanu, farmacist, deținea o farmacie în Iași și era ofițer în rezervă al armatei române. La 29 iunie 1941, când a început pogromul în Iași, Beceanu le-a propus celor doi angajați evrei ai săi să se ascundă în apartamentul lui, care se afla deasupra farmaciei. Încă aproximativ 20 de evrei și-au găsit adapost acolo. Dosar 3515.
- Gheorghe Cojoc. Inginer forestier din vecinătatea orașului Târgu Neamț. În iulie 1942, ing. Gheorghe Cojoc a obținut de la autoritățile din orașul Piatra Neamț ca 50 de evrei să muncească în pădurile din jurul Târgu Neamțului. În acest fel i-a salvat pe acești evrei de la deportarea în Transnistria. Dosar 2731.
- Cuciubă Traian - tatăl, Cuciubă Traian - fiul. Tatăl și fiul Cuciubă și-au ajutat prietenul evreu, Rosenthal, dintr-un mic orășel din Transilvania de Nord, să scape de deportarea din 1944, trecându-l ilegal în partea românească a Transilvaniei. Dosar 8923.
- Theodor Criveanu. Theodor Criveanu (n. ? - d. 1988) a fost un ofițer român care a primit ordinul să facă listele cu evreii apți pentru munca obligatorie, aceștia nemaifiind trimiși în lagăre. El și-a riscat viața acordând permise de muncă pentru mii de evrei care nu îndeplineau condițiile solicitate de comandanți, salvându-le astfel viața. După terminarea războiului el s-a căsătorit cu fiica unuia dintre evreii căruia îi salvase viața. În 2007, Criveanu a primit titlul post mortem[4].
- Dumitru, Adrian Strauss-Tiron, Gabriela - Catană Maria. Au salvat o familie din Transnistria. Dosar 6843.

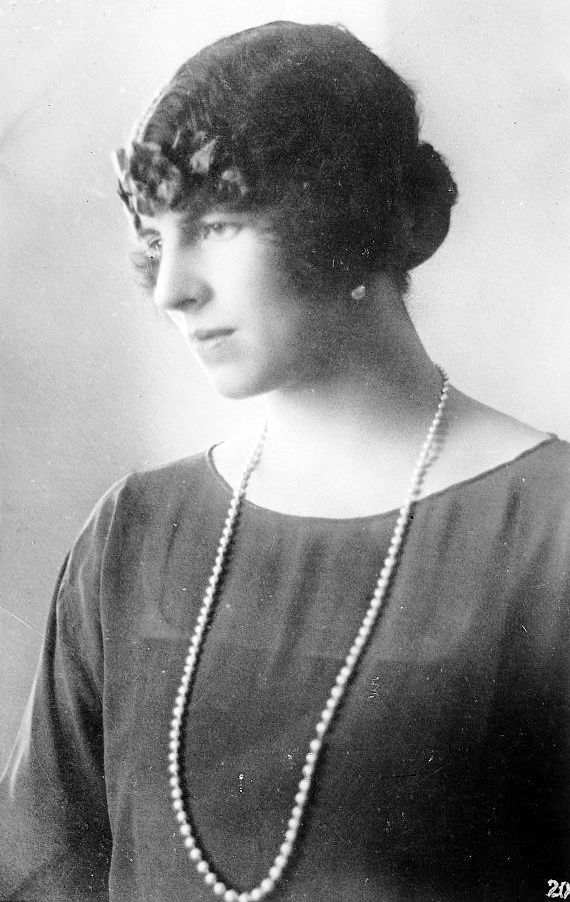
Regina mamă Elena a României

- Regina mamă Elena a României (Prințesă de Grecia și Danemarca, n. 2 mai 1896 la Atena, Grecia - d. 28 noiembrie 1982 la Lausanne, Elveția). S-a apelat la ajutorul ei pentru oprirea deportării evreilor din Cernăuți. După ce s-au adresat mai multor personalități, Regina mamă Elena, însoțită de Patriarhul Nicodim Munteanu, au apelat direct la Ion Antonescu, care a cedat și a admis ca acei evrei care nu fuseseră încă deportați din Cernăuți să rămână acolo „temporar". Ajutorul trimis de dânsa în 1942 a salvat viețile a mii de evrei din Transnistria. În 1943 și la începutul lui 1944, Regina mamă Elena a ajutat la întoarcerea a mii de evrei care rămăseseră în viață, inclusiv a mii de orfani evrei, din Transnistria. În anul 1993, Statul Israel și Institutul Yad Vashem i-au conferit post-mortem Titlul și Medalia Dreaptă Între Popoare. Dosar 5106.[5].
- Stefan Farkaș, Rozalia Farkaș. În septembrie 1944, Eugen Szabo (fost Salzberger), un tânăr evreu, se afla într-un detașament de muncă forțată al armatei ungare staționat lângă orașul Oradea. Soții Farkaș i-au ascuns pe Szabo, împreună cu alți 8 colegi din detașamentul de muncă, în pivnița casei lor. Dosar 5103.
- Constanța Florescu. Constanța Florescu (n. 1908), din București, a adăpostit-o cu grijă și devotament, în casa sa, între anii 1941-1944, pe Roza Hendler. Dosar 4398.
- Gheorghe Petre I. Preot ortodox în Sarovo, regiunea Golta, a ajutat și a salvat mulți evrei din ghetoul Crivoi-Ozero, Transnistria. Dosar 10060.
- Alexandru Ghițescu. La 21 ianuarie 1941, în timpul pogromului de la București, când vecinul lui, avocatul Joseph Morgenstern i-a bătut la ușă cerându-i ajutorul, Ghițescu l-a ascuns în casă până când a trecut primejdia, salvându-i viața. Dosar 5014.
- Rozalia Grosz, Bandi Grosz. În mai 1944, Bandi Grosz, din Dej, Transilvania, a ascuns-o pe evreica Schnable sub roata de rezervă a camionului său și a strecurat-o afară din ghetou. Dosar 1549.

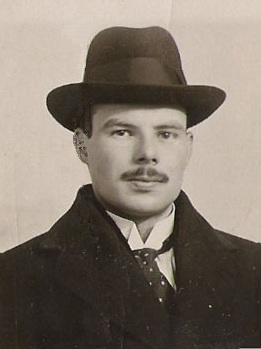
Prințul Constantin Jean Lars Anthony Démetre Karadja

- Hîj Simion, Hîj Metzia. Dr. Simion Hîj, avocat din Cernăuți, a ajutat mai multe familii evreiești. Când a început evacuarea ghetoului, Dr. Hîj a salvat aceste familii de la a fi încolonate de către jandarmeria româna, pentru a fi trimise spre deportare. Dosar 725.
- Peter Lajos, trăia în 1944 la Cluj. El a salvat viața evreului Neumann aranjându-i o identitate falsă, ca Janos Kovacs. Dosar 3941.
- Constantin Karadja, prinț, membru de onoare al Academiei Române, a fost un diplomat român (între 1931-1941, Consul General al României la Berlin și între anii 1941-1944, directorul departamentului consular în Ministerul de Externe la București) care a salvat de deportare și exterminare peste 51.000 de persoane din Germania, Franța, Ungaria și Grecia acordându-le pașapoarte și vize românești. Dosar 10472. .

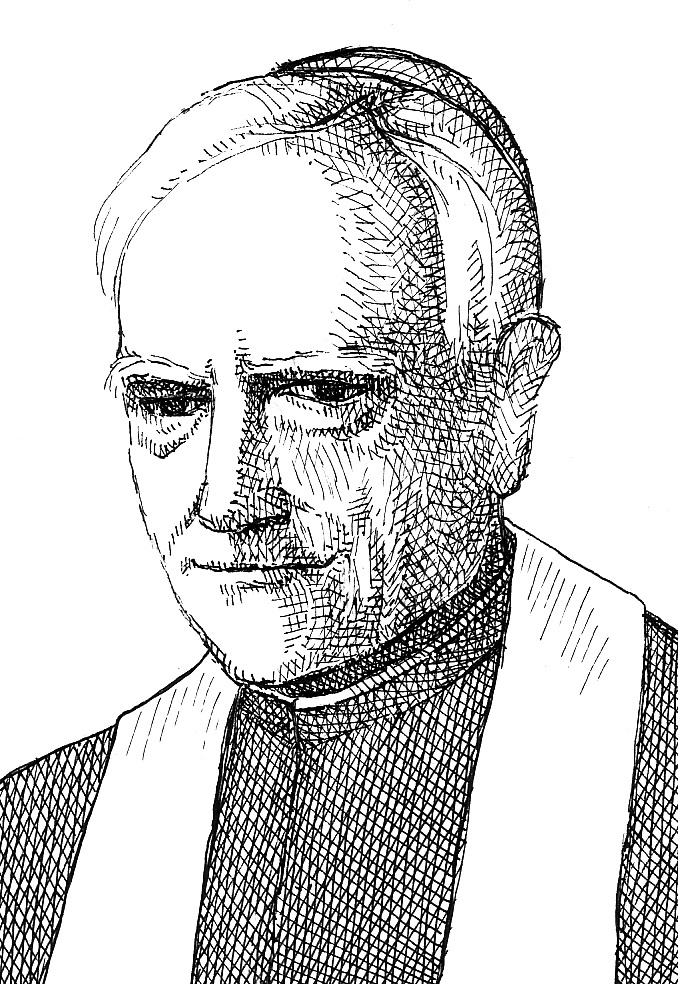
Áron Márton, episcop de Alba Iulia. Gravură: Muhi Sándor.

- Áron Márton (1896-1980), episcop romano-catolic de Alba Iulia. În data de 18 mai 1944 a ținut o predică în Biserica Sf. Mihail din Cluj în care a luat apărarea evreilor. A fost declarat persona non grata de autoritățile fasciste ungare și trimis sub escortă până la frontiera cu România.[6]
- Florian Manoliu, diplomat român în Elveția, a participat la salvarea unor evrei maghiari în anul 1944. Dosar 9160.
- Emilian Mărculescu. În 1942, în câteva călătorii la Cernăuți, Emilian Mărculescu a reușit să mituiască un ofițer de poliție român, care a scos cinci evrei din închisoare în mijlocul nopții, sub pretextul că trebuia să-i transfere nemților, spre a fi executați. Dosar 4779.
- Valeriu Moldovan. Valeriu Moldovan era proprietarul unui atelier de dulgherie din Bistrița, Transilvania de Nord. El a salvat familia Fleischman în 1944. Dosar 5999.
- Motora Sabin. Ofițer de carieră în jandarmeria română, comandantul lagărelor Grosulovo și Vapniarka, Sabin Motora a luat măsuri de evacuare a prizonierilor evrei din Vapniarka la Grosulovo, mai aproape de granița română, contrar ordinului primit, de a-i transfera spre est, în marș forțat, pentru a muri pe drum, sau a fi predați germanilor. El a făcut tot ce a putut ca să salveze viețile evreilor, în ciuda faptului că astfel își risca propria viață și cariera militară. Dosar 2394.
- Rozsi Muranyi. În timpul războiului, Rozsa Muranyi trăia în Oradea Mare, Transilvania. După invadarea Ungariei de către Germania, în martie 1944, Muranyi a ascuns 8 evrei, din 23 aprilie 1944 până în 12 octombrie 1944, când orașul a fost eliberat. Dosar 534.
- Elisabeta Nicopoi-Strul. Datorită lui Nicopoi, familia Strul, șapte persoane - tatăl, mama și frații - au fost salvați în timpul pogromului de la Iași, la 29 iunie 1941. Dosar 3416.
- Nits Janos, Nits Gyula, Nits Aliz. Au salvat evrei în Transilvania de Nord, în 1944.
- Onișor Ioana, Demusca Letiția, Crăciun Ana, Crăciun Pavel. În mai 1944, familia Onișor – văduva Ioana și copii ei, Victor de 21 de ani, Lazăr de 18 ani, Letiția de 16 ani și Ana, măritată cu Pavel Crăciun, erau țărani care trăiau la ferma lor în pădure, la circa 4 km de orașul Bistrița, Transilvania de Nord. La 1 mai, cu două zile înainte de internarea evreilor din Bistrița în ghetou, de unde au fost deportați în lagărele de exterminare, 4 membri ai familiei Kandel au fugit la ferma familiei Onișor, care le pregătise un ascunziș. Dosar 1406.
- Paelungi Ștefan. Ștefan Paelungi a ascuns familia Leitman în timpul războiului, într-o colibă îndepărtată care aparținea tatălui său. Dosar 6999.
- Pal (Kudor) Anna, Pal Jeno. În aprilie 1944, aflând de soarta evreilor în Transilvania ocupată de naziști, evreica Nissel a decis să fugă în România. I-a rugat pe Anna și Jeno Pal (ulterior soțul ei) să-i ascundă copilul și ei au făcut-o, conștienți de riscul asumat. Dosar 6540.
- Pântea Nona. În 1941, în timpul pogromului de la Iași, Nona Pântea a adăpostit în camera ei șase evrei din vecini, salvându-le viața. Dosar 3455.
- Pocorni Egon, Pocorni Nicolina. Egon Pocorni din București a fost numit în 1942 director al unei fabrici de zahăr din satul Derebcin, județul Moghilev, Transnistria. Văzând suferințele evreilor, el și soția lui i-au ajutat după cum au putut. Dosar 2855.
- Pop Nicolaie, Pop Maria, Pop (Săileanu) Aristina. Familia Pop, fermieri din satul Lăpușul Românesc, Transilvania de Nord, s-a oferit s-o ascundă pe Hanna Marmor și pe copiii ei, întreținându-i cu tot ce aveau nevoie.[7][8] Dosar 7123.
- Pop Valer. Înalt demnitar în administrația maghiară și românească din Transilvania. În 1933, Valer Pop se căsătorise la Cluj cu Ilona Jonas, evreică din familia Farkaș, adoptând-o și pe fiica ei din prima căsătorie, Katalin-Catherina. După ocuparea Ungariei de către Germania, în martie 1944, Pop și-a convins fiica adoptivă să nu poarte steaua galbenă și a reușit să-și interneze soacra, pe Lina Farkas, în spitalul unui prieten de-al lui din Cluj, pentru a o salva de deportare. Dosar 2580.

Dr. Traian Popovici, primarul orașului Cernăuți.

- Popovici Traian. Avocatul dr. Traian Popovici (n. 17 octombrie 1892, satul Rușii Mănăstioarei, pe atunci în Ducatul Bucovinei, Austro-Ungaria - d. 4 iunie 1946, satul Colacu, com. Fundu Moldovei, județul Suceava, Regatul României) a fost primar al orașului Cernăuți în timpul celui de-Al Doilea Război Mondial. A salvat de la deportare 20.000 de evrei din Bucovina. Dosar 0499.[9]
- Profir Grigore. Inginerul Grigore Profir era directorul morii de făină Dacia din Iași. În iunie 1941, când a aflat că evreii erau aduși la secția de poliție, a adunat câțiva evrei i-a dus la moară și i-a pus să descarce sacii de făină, salvându-i de la moarte. Dosar 3514.
- Puti Alexa, Puti Maria, Puti Todor. Alexa Puti era un fermier român care trăia lângă orașul Șomcuta Mare, Transilvania. În 1944, Alexa Puti l-a ascuns pe evreul Solomon într-o peșteră, la marginea pădurii de lângă casa sa. Maria și Todor, copiii lui Puti, și-au ajutat tatăl să adâncească peștera și i-au adus mâncare lui Solomon de trei ori pe săptămână. Dosar 3739.
- Simionescu Constantin. Simionescu era un avocat român și decanul baroului din Iași. În timpul războiului, Simionescu a ajutat 10 evrei ieșeni, majoritatea din familiile Spiegel, Sapira și Siegler. Simionescu l-a luat pe Fred Spiegel, de 16 ani, împreună cu frații lui, sub aripa sa protectoare, după ce tatăl lor fusese în trenurile morții, iar mama fusese arestată. Dosar 4892.
- Mircea Petru G. Sion. În timpul războiului, avocatul Mircea Petru G. Sion a fost numit judecător la un tribunal militar. El a intervenit activ în favoarea evreilor și pentru unii dintre ei a obținut eliberarea din lagărele de muncă. A făcut tot posibilul să-i salveze. Avocatul Sion a ascuns aproximativ 15 evrei în casa lui din Iași și la proprietatea familiei lui din afara orașului, riscându-și viața, familia și averea. Dosar 3384.

Acad. Prof. Șorban, Raoul

- Șorban Raoul. Academicianul profesor Raoul Șorban (n. 4 septembrie 1912 - d. 18 iulie 2006) a fost un critic de artă, pictor, scriitor, eseist și memorialist român. În mai 1944, Prof. Șorban l-a ajutat pe rabinul dr. Moshe Carmilly-Weinberger, rabinul comunității evreiești neologe din Cluj să fugă la Turda și de acolo să se întâlnească cu Iuliu Maniu în București pentru a căuta căi de salvare. În mărturia sa Dr. Carmilly-Weinberger a povestit despre eforturile depuse de Prof. Șorban pentru găsirea unei soluții de salvare a evreilor din Transilvania ocupată. Dosar 3499.[10]
- Stoenescu Ioana, Stoenescu Pascu. În ianuarie 1941, în timpul celor trei zile ale pogromului legionar împotriva evreilor din București, familia Stoenescu a invitat familia Donner să se ascundă în casa lor, salvându-le viața. Dosar 566.
- Stroe Magdalena. A salvat o femeie evreică de la deportare în 1944, în Transilvania de Nord.
- Suță Ioan. În septembrie 1944, Ioan Suță din orașul Satu Mare, Transilvania de Nord, a salvat 9 evrei care evadaseră din detașamentul de muncă. Dosar 1827.
- Szakadati Janos, Szakadati Juliana. În 1944, soții Janos și Jukiana Szakadati aveau o parfumerie în Oradea, Transilvania de Nord. Magazinul lor era lângă ghetoul orașului, în care erau deținuți evreii în vederea deportării în lagărele morții. Familia Szakadati venea zilnic să le arunce alimente evreilor din ghetou, fără a primi nimic în schimb și riscându-și viața. Din mai 1941 până la sfârșitul războiului, familia Szakadati a ascuns o fată evreică în casa lor. Dosar 1812.
- Toth Jozsef. În 1944, Jozsef Toth, profesor de liceu, era înrolat în armata maghiară și locuia la Cluj, Transilvania, în casa lui Ludovic Weissberger. Când s-au început deportările evreilor din Cluj, Toth i-a ascuns pe Weissberger, pe soția lui Hermina, pe fiica lor Clara-Luisa, pe fiul lor Andrei și pe bunica Etelca, în bucătăria casei. Dosar 6026.
- Tubak Maria. La 21 ianuarie 1941, în timpul pogromului legionar împotriva evreilor din București, Maria Tubak și Stefan Marin, care lucrau la o fabrică de cherestea, s-au așezat lângă poartă și când bandele au venit și au încercat să intre în casă pentru a-i scoate pe locatarii evrei, cei doi le-au spus că nu mai era niciun evreu în casă și au arătat către semnul care demonstra că proprietarul casei era român. Ei au continuat să păzească casa până când rebeliunea a fost înnăbușită. Dosar 4860.
- Zaharia Josif. Josif Zaharia (Zacharias) - care aparținea minorității șvabe - era fiul unui fermier înstărit care trăia în satul Iecea Marea din județul Timișoara. În 1941, Zaharia a dat peste un băiat de 13 ani, speriat și extenuat de lungile căutări de hrană și adăpost. Băiatul era Benjamin Weiss, elev la yeshiva condusă de rabinul Brisk din orașul Arad. Zaharia a ghicit că băiatul era evreu și i-a fost milă de el. A obținut acte false pentru el, l-a învățat să muncească la fermă și l-a angajat la ferma tatălui său. Dosar 6177.

## „Drepți între Popoare” din Moldova
Listă parțială
- Lozan, Paramon, Lozan, Tamara

Paramon și Tamara Lozan locuiau în orașul Nisporeni din Moldova. Paramon Lozan era directorul unui gimnaziu, unde soția lui lucra ca profesoară. Când regiunea a intrat sub control românesc, Paramon Lozan a fost somat să deschidă școala pentru a servi temporar de arest pentru evreii din regiune. Cinci zile mai târziu s-a zvonit că evreii internați în clădirea școlii vor fi omorâți. Pentru a preîntâmpina crima, Paramon Lozan a hotărât să-i elibereze. După câteva zile el a fost executat de către autoritățile militare române. Dosar 7338.
- Marcenco, Ivan, Marcenko, Feokla, Marcenko, Leonty, Marcenko, Nina, Marcenko, Nikita, Marcenko, Tatiana

Frații Ivan și Nikita Marcenko locuiau împreună cu familiile lor în orașul Rîbnița din Moldova, în apropierea ghetoului. În martie 1944, când armata română se retrăgea din acea zonă, familia Galperin s-a adresat familiei Marcenko, cerându-i adăpost. Ei au rămas ascunși acolo până după război. Dosar 8207. 
- Morozovski, Vitali, Morozovski, Alexandra

Vitali și Alexandra Morozovski erau învățători la școala din satul Mocra, Raionul Rîbnița. Unul dintre elevii lor fusese Grigori Farber, un băiat evreu care locuia cu părinții, colhoznici, în colhozul evreiesc Der Shtern din apropiere. În decembrie 1941, când germanii și românii au deținut controlul asupra Moldovei, Grigori Farber s-a dus la cei doi Morozovski pentru a le cere adăpost. Ei l-au ascuns pe copil în podul casei timp de două luni și i-au asigurat cele necesare traiului. Dosar 7135. 
- Nedeliak, Ivan, Nedeliak, Anna

Ivan și Anna Nedeliak locuiau împreună cu cei doi copii ai lor în Kirpicinaia Slobodka, suburbie a Tiraspolului. În iulie 1941, familia Nedeliak i-a adăpostit pe cei doi frați Yefim și Semeon Mirocinik, singurii evrei din Oceacov care au mai rămas în viață după masacrul care se petrecuse acolo cu o săptămână înainte. Dosar 6990. 
- Pelin, Gheorghe, Pelin, Varvara

Gheorghe și Varvara Pelin erau agricultori în satul Mălăiești, districtul Tiraspol. În martie 1944 ei l-au adăpostit în casa lor pe Lev Bruter, un tânăr evreu pe care îl cunoscuseră înainte de război, originar din satul Căușeni din Moldova. Dosar 6853. 
- Pereplecinski, Vladimir, Pereplecinski, Maria

Într-o zi din septembrie 1941, Maria Perplecinski a adus acasă o tânără fată, Claudia Vainștein, care scăpase dintr-o groapă comună în timpul unei acțiuni de ucidere în masă. În tot timpul ocupației Claudia a locuit cu familia Pereplecinski și a fost considerată un membru al acesteia. Dosar 8303.
- Pozdniakova, Efrosina, Starostina (Pozdniakova), Zinaida

În timpul războiului, Efrosinia Pozdniakova avea peste 40 de ani și locuia cu unica sa fiică de 12 ani, Zinaida (mai târziu, Starostina), la periferia orașului Râbnița, în Moldova. Ea avea câteva cunoștințe și prieteni printre internații din ghetou. Ea și fiica ei i-au ajutat pe evrei, procurându-le alimente. La începutul lunii martie 1944, când s-a decis lichidarea celor din ghetoul Râbnița, câteva dintre cunoștințele Efrosiniei au găsit adăpost temporar în podul casei ei. Timp de o lună întreagă, în timp ce militarii germani i-au jefuit și ucis pe evreii din Râbnița, Efrosinia și Zinaida Pozdnikova au ascuns mai mult de zece evrei și le-au asigurat cele necesare. Dosar 7558.
- Serebrianski, Isaak, Sparinopta, Samuil, Mazur, Ikim

Isaak Serebryanskiy, Samuil Sparinopta și Ikim Mazur erau țărani moldoveni, locuitori ai satului Broșteni, districtul Râbnița. În timpul războiului, cei trei i-au ajutat în diverse moduri, hrănindu-i și ascunzându-i pe rând, pe vecinii lor, frații Naum și Raisa Gomelfarb ai căror părinți fuseseră omorâți în septembrie 1941. Serebrianski a pregătit o ascunzătoare pentru Naum și sora lui, săpând o groapă sub staulul oilor. Samuil Sparinopta a construit un loc secret în interiorul casei, în spatele sobei, iar Ikim Mazur, care locuia la marginea satului, a ținut copiii într-un hambar. Dosar 7550. 
- Starostina, Evghenia, Starostina, Anna, Starostin, Pavel

Anna Starostina locuia împreună cu mama ei Evghenia și fiul său, Pavel în Chișinău. La sfârșitul lunii iulie 1941 în ghetoul din Chișinău au fost internate și buna sa prietenă, Ida Binder împreună cu fiica ei de opt ani, Alla. În primele luni, Anna și fiul ei Pavel s-au strecurat în ghetou pentru a le duce acestora haine și mâncare. Când a început deportarea evreilor în lagărele din Transnistria, Alla Binder a fugit la familia Starostin. Anna și familia ei au primit-o pe Alla în mijlocul familiei, îngrijind-o cu devotament și ținând-o ascunsă de vecini. Dosar 6084. 
- Strașnaya, Maria, Strașny, Ivan, Strașnaya, Xenia

Maria Strașnaya avea 60 de ani și locuia în satul Baliavinți, districtul Briceni, împreună cu nora sa Xeniya și două nepoate. Înainte de război, băcănia din sat aparținea familiei Gurviț, iar Maria și familia ei își făceau cumpărăturile acolo. După ce germanii au ocupat zona, Benyamin Gurviț, proprietarul magazinului, a rugat-o pe Maria să-i adapostească pentru o vreme. Maria i-a ascuns în pod pe Benamin Gurviț, soția sa, Ita și copii Yefim și Manya. Dosar 7347. 
- Țurcan, Peotr, Țurcan, Evgenia, Savciuk, Makar, Savciuk, Axenia

Peotr și Evgeniya Țurcan locuiau în satul Bulăiești, districtul Orhei. În decembrie 1941, ei au luat în casa lor o familie evreiască, Celnik, din orașul Grigoriopol. Timp de câteva luni, familia Celnik a stat în pivniță sau în pod și la sfârșitul verii lui 1942, au fost mutată în casa lui Makar și Axeniya Savciuk, rude ale familiei Țurcan, care locuiau în același sat. Dosar 8190.

## „Drepți între Popoare” din Iran
- Abdol-Hossein Sardari [12]